# Okanaganfloden

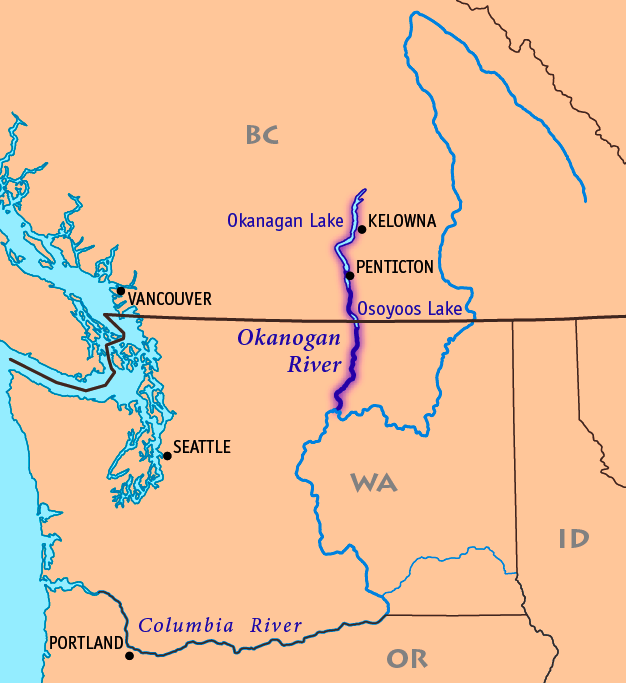
Karta över Okanaganfloden.

Okanagan (i Kanada) eller Okanogan (i USA) är en biflod till Columbia River. De rinner från Okanagan Lake i den kanadensiska provinsen British Columbia, genom Osoyoos Lake på gränsen till USA, och vidare till sin mynning i Columbiafloden i Washington.